# One Day International

El One Day International (ODI) es una forma de críquet de overs limitados, jugado entre dos equipos, en el que cada equipo se enfrenta a un número fijo de overs, actualmente 50, con una duración de juego de hasta 8 horas.
La Copa Mundial de Críquet que generalmente se lleva a cabo cada cuatro años, se juega en este formato.

## Historia
Los partidos de críquet se juegan entre dos equipos de 11 jugadores. El partido se compone de dos entradas y cada equipo juega un turno para batear y lanzar. Una entrada se compone de 50 overs. Un over implica seis entregas.

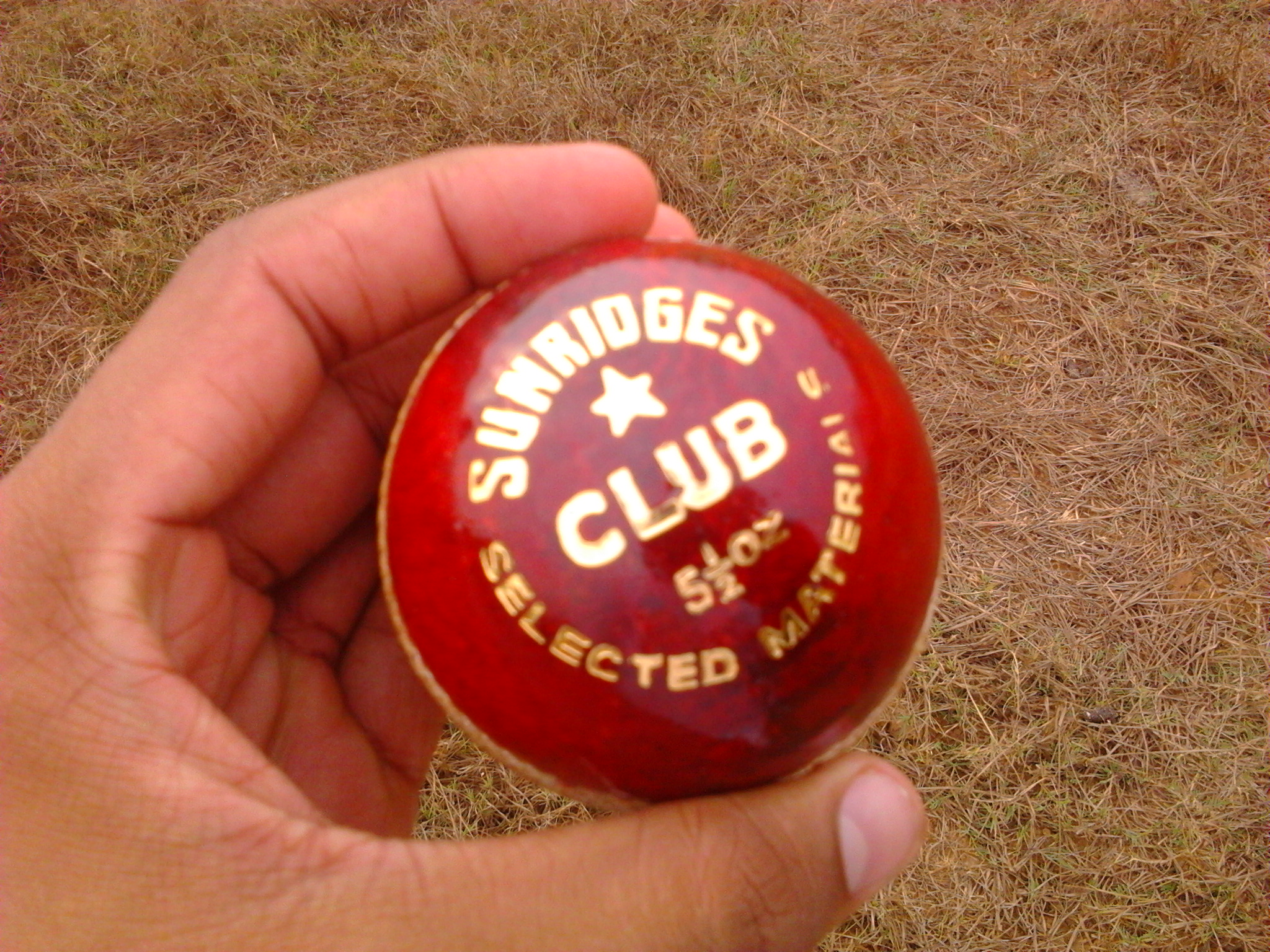
Una pelota de críquet.

E primer ODI se jugó el 5 de enero de 1971 entre Australia e Inglaterra en el Melbourne Cricket Ground.
En julio de 2005, el International Cricket Council (ICC) anunció cambios en la forma en que se juega al cricket. Antes de ese tiempo, durante los primeros 15 overs, nueve fildeadores, incluido el lanzador y el portero, tenían que estar dentro de un círculo de 30 yardas (27,5 m) cuando se lanzaba la bola. El círculo estaba marcado por marcadores a cinco yardas (4.5 m) de distancia, por lo que los fildeadores y los árbitros sabían dónde pararse. Sin embargo, según las nuevas reglas introducidas en 2005 llamadas Powerplays, las restricciones de campo se reemplazan por tres bloques que suman un total de 20 overs.